# Светловское сельское поселение (Кировская область)
Светловское сельское поселение — муниципальное образование в составе Котельничского района Кировской области России.
Административный центр — посёлок Светлый.

## История
Светловское сельское поселение образовано 1 января 2006 года согласно Закону Кировской области от 07.12.2004 № 284-ЗО.

## Население
| 2010 | 2012  | 2013  | 2014  | 2015  | 2016 | 2017 |
| ---- | ----- | ----- | ----- | ----- | ---- | ---- |
| 1151 | ↘1102 | ↘1069 | ↘1037 | ↘1009 | ↘965 | ↘918 |
| 2018 | 2019  | 2020  | 2021  |       |      |      |
| ↘875 | ↘852  | ↘798  | ↘668  |       |      |      |

## Населенные пункты
На территории поселения находится 2 населённых пункта (население, 2010):
- посёлок Светлый — 1129 чел.;
- деревня Пихтовая — 22 чел.